# Sedmerovec
Sedmerovec este o comună slovacă, aflată în districtul Ilava din regiunea Trenčín. Localitatea se află la altitudinea de 244 m deasupra n.m., se întinde pe o suprafață de 6,01 km2 și în 2017 număra 423 de locuitori.

## Istoric
Localitatea Sedmerovec este atestată documentar din 1229.

## Demografie
| An:                | 1994 | 2004   | 2014   | 2024   |
| ------------------ | ---- | ------ | ------ | ------ |
| Număr de persoane: | 403  | 410    | 428    | 419    |
| Diferență:         |      | +1,73% | +4,39% | −2,10% |

| An:                | 2023 | 2024   |
| ------------------ | ---- | ------ |
| Număr de persoane: | 424  | 419    |
| Diferență:         |      | −1,17% |